# 中国兵器装备集团
中国兵器装备集团有限公司（简称兵装集团），又称中国南方工业集团公司（英語：China South Industries Group Corporation，简称南方工业），是中华人民共和国一家主要从事军事装备研发、设计、制造的特大型中央企业。
兵装集团是中华人民共和国国务院授权国务院国有资产监督管理委员会管理的国有特大型中央企业集团，是中央直接管理的国有重要骨干企业，是国防科技工业的核心力量，是中华人民共和国最具活力的军民结合特大型军工集团之一，其前身可追溯到汉阳兵工厂。1999年7月1日在原中华人民共和国兵器工业部和中国兵器工业总公司所属部分企事业单位基础上组建而成。集团实行半军事化管理，战时则转为军事单位。
集团公司现拥有长安、天威、嘉陵、建设等50多家企业和研发机构，在全球建立了30多个生产基地和营销网络，与福特、标致雪铁龙、铃木、马自达、雅马哈、富士等跨国公司建立了战略合作关系。集团公司年销售收入超过3000亿元，主要经济指标列中国国防科技工业第一位。目前，集团公司拥有特种产品、车辆、新能源、装备制造四大产业板块。特种产品装备中国所有武装力量，在国防领域起着重要的基础性、战略性作用。

## 历史
1999年7月1日，中国原有的五个军工总公司改组为国防科技工业十个集团公司，中国兵器装备集团公司位列十个新公司之中，但成立初期的人均亏损额居十大军工集团之首，直至2003年才扭亏为盈，2003年全年销售汽车41万辆，产销量位居中国第四位。
2025年6月4日，国务院批准对兵器装备集团实施分立，兵器装备集团的汽车业务将分立为一家独立中央企业，由国务院国有资产监督管理委员会履行出资人职责。7月27日，兵器装备集团的汽车业务正式划出，新组建的中国长安汽车集团成立。分立后，兵器装备集团的注册资本从365.64亿元减至165.64亿元，余下的200亿元转至新成立的中国长安汽车集团。

## 组织架构
下属有数十家军工企业、研究所等，包括：
- （北京）长安汽车（2025年7月29日劃出）[6]、北京北机机电工业有限责任公司
- （重庆）大江工业（集团）有限责任公司、建设工业（集团）有限责任公司、中国嘉陵集团、长江电工（集团）有限公司
- （浙江）浙江先锋机械有限公司
- （保定）天威集团
- （孝感）湖北华中光电科技有限公司
- （武汉）武汉长江光电有限公司
- （黑龙江）黑龙江北方特种装备有限公司
- （成都）成都陵川特种工业有限责任公司
- （云南）云南西仪工业有限公司
- （陕西）西安昆仑工业（集团）有限责任公司等。

## 外部連結
- 中国兵器装备集团公司 官网首页

| 隶属于国务院:： 中华人民共和国兵器工业部 前身机构：第五机械工业部 | 中华人民共和国中央企业 · 中国兵器装备集团 · 1999年7月——今 | 中国国务院： 现行直属央企 |